# Dacnusa leleji
Dacnusa leleji är en stekelart som beskrevs av Vladimir Ivanovich Tobias 1997. Dacnusa leleji ingår i släktet Dacnusa och familjen bracksteklar. Inga underarter finns listade i Catalogue of Life.